# Liste der Monuments historiques in Montandon
Die Liste der Monuments historiques in Montandon führt die Monuments historiques in der französischen Gemeinde Montandon auf.

## Liste der Objekte
| Bezeichnung | Beschreibung          | Standort                      | Kennzeichnung | Schutzstatus | Datum | Bild |
| ----------- | --------------------- | ----------------------------- | ------------- | ------------ | ----- | ---- |
| Glocke      | Bronze, 1784 gegossen | in der Kirche St-Ursin (Lage) | PM25001082    | Classé       | 1928  |      |